# 青羽裸胸鲹
青羽裸胸鲹（学名：Caranx coeruleopinnatus）为鲹科鲹属的鱼类，俗名青鳍裸胸鲹。分布于红海至中国以及台湾海峡等。该物种的模式产地在红海。